# Вайгель, Детлеф
Детлеф Вайгель (Detlef Weigel; род. 15 декабря 1961, Данненберг, Германия) — немецко-американский ботаник и генетик. Директор Max Planck Institute for Developmental Biology (с 2001) и преподаватель Salk Institute (с 1993), член Леопольдины, Национальной АН США (2009) и иностранный член Лондонского королевского общества (2010).

## Биография
Изучал биологию в Билефельдском и Кёльнском университетах, в 1986 году окончил последний. В 1988 году получил докторскую степень в Max Planck Institute for Developmental Biology в Тюбингене, где занимался для этого с 1986 года. В 1988—1989 гг. исследовательский ассоциат в Мюнхенском университете. В 1989—1993 гг. фелло-постдок Калифорнийского технологического института. В 1993—2002 гг. ассистент-, ассоциированный профессор Salk Institute, с 2003 г. его адъюнкт-профессор, а также с 2004 года адъюнкт-профессор Тюбингенского университета. C 2001 года директор Max Planck Institute for Developmental Biology в Тюбингене. Соучредитель трех биотехнологических стартапов, в частности Computomics и CeMeT.
Заместитель главного редактора ELife.
Член Гейдельбергской академии наук, EMBO (2003), фелло Американской ассоциации содействия развитию науки.

## Награды и отличия
- NSF Young Investigator Award (1994)
- Charles Albert Shull Award, American Society of Plant Biologists (2001)
- Премия имени Лейбница, DFG (2007)
- Otto-Bayer-Preis[нем.] (2010)
- Landesforschungspreis Baden-Württemberg[нем.] (2010)
- ERC Advanced Grant (2013)
- Gregor-Mendel-Medaille[нем.] Леопольдины (2015)
- Genetics Society of America Medal[англ.] (2016)[5]
- McClintock Prize[англ.] (2019)